# Halecium bermudense
Halecium bermudense is een hydroïdpoliep uit de familie Haleciidae. De poliep komt uit het geslacht Halecium. Halecium bermudense werd in 1907 voor het eerst wetenschappelijk beschreven door Congdon. 